# .iq
.iq è il dominio di primo livello nazionale assegnato all'Iraq.
Attivo dal 1997, nel 2002 il referente tecnico è stato arrestato dall'FBI. Nel 2005 la gestione del dominio è stata trasferita alla National Communications and Media Commission (NCMC).